# 南疆荆芥
南疆荆芥（学名：Nepeta fedtschenkoi）为唇形科荆芥属下的一个种。

## 扩展阅读
維基物種上的相關：南疆荆芥